# Catocala luscinia
Catocala luscinia là một loài bướm đêm trong họ Erebidae.